# Formigueret alallarg
El formigueret alallarg (Myrmotherula longipennis) és una espècie d'ocell de la família dels tamnofílids (Thamnophilidae).

## Hàbitat i distribució
Habita la selva pluvial de les terres baixes fins als 1300 m, des de l'est de Colòmbia, sud de Veneçuela i Guaiana, cap al sud, a través de l'est d'Equador fins l'extrem nord-est del Perú i Brasil amazònic.